# Siorapaluk Helistop
Siorapaluk Helistop (IATA: , ICAO: BGSI) er en grønlandsk flyveplads beliggende i Siorapaluk med et gruslandingsområde med en radius på 13,5 m. I 2008 var der 196 afrejsende passagerer fra flyvepladsen fordelt på 90 starter (gennemsnitligt 2,18 passagerer pr. start).
Siorapaluk Helistop drives af Mittarfeqarfiit, Grønlands Lufthavnsvæsen. Statens Luftfartsvæsen fører tilsyn med flyvepladsen.

## Eksterne links
- AIP for  fra Statens Luftfartsvæsen Arkiveret 8. marts 2012 hos  Wayback Machine